# Grace Darling
Pour les articles homonymes, voir Darling.
Grace Darling est une gardienne de phare anglaise, célèbre pour ses sauvetages en mer, notamment à l'occasion du naufrage du Forfarshire, le 7 septembre 1838 : ce bateau à roues à aubes, s'échoue sur l'une des îles Farne : neuf membres de l'équipage seront sauvés.

## Biographie

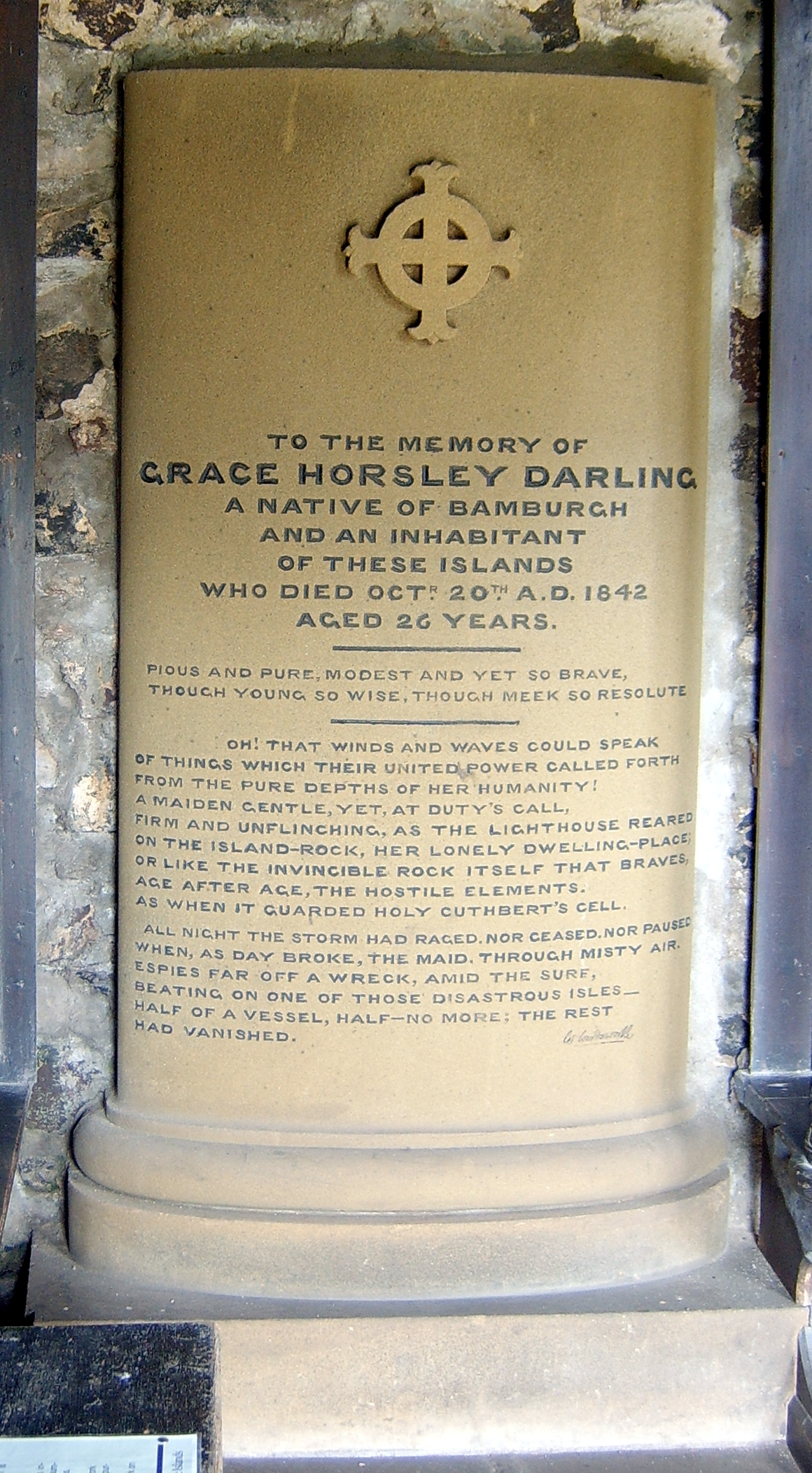
Mémorial de Grace Darling

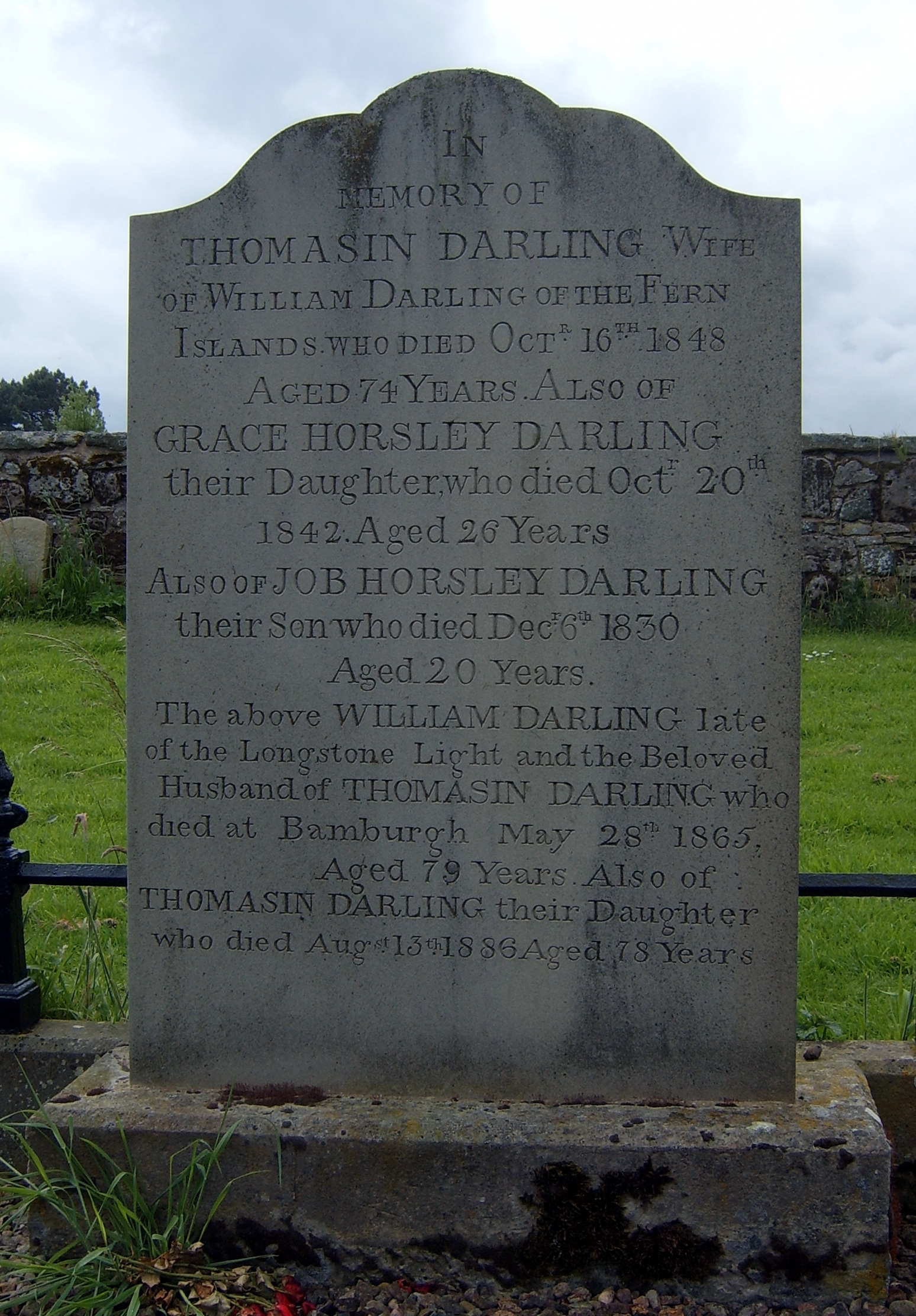
La tombe de Grace Darling et de sa famille au cimetière de St Aidan, à Bamburgh. Il s'agit d'une réplique de l'original endommagé par les ans, qui se trouve maintenant au musée du RNLI tout proche.

Grace Darling nait le 24 novembre 1815, dans la maison de son grand-père à Bamburgh en Angleterre. Elle est la septième enfant des neuf qu'ont William Darling et Thomasin Horsley : elle a quatre frères et quatre sœurs. Âgée de seulement quelques semaines, sa famille et elle s'installent sur l'île Brownsman, qui fait partie des îles Farne, dans une petite maison accolée au phare. Son père est le gardien du phare, construit en 1795, pour le compte de Trinity House et gagne un salaire de 70 £ par an avec une prime de 10 £ en cas de bons services. Le logement est sommaire et le phare n'est pas dans le meilleur des états pour assurer la sécurité. En 1826, la famille déménage dans le phare de Longstone, nouvellement construit. Le logement y est plus accueillant mais l'île l'est moins. Le père est obligé de se rendre sur l'île Brownsman pour récolter les légumes de leur ancien jardin, afin de nourrir les animaux. La famille passe la plus grande partie de son temps au rez-de-chaussée du phare, qui dispose d'une grande pièce chauffée par un poêle à bois. La pièce leur sert de salon, salle à manger et de cuisine à la fois. Il s'y trouve un escalier en colimaçon qui conduit à trois chambres et à la lanterne.
Tôt le matin du 7 septembre 1838, Darling, aperçoit le naufrage du Forfarshire sur l’ilot rocheux de Big Harcar, proche de l'île, et plusieurs naufragés survivants. Le Forfarshire s'est échoué sur les roches et s'est brisé en deux ; une des deux parties a coulé durant la nuit.
Grace et son père, voyant que le temps était trop mauvais pour utiliser le bateau de sauvetage du village de Seahouses (alors dénommé North Sunderland), mettent à l'eau un canot à rames (un coble du Northumberland à quatre passagers de 21 pieds) pour se rendre vers les survivants, prenant un chemin sur le bâbord de l'île, sur une distance de presque un mile (1,6 km). Grace maintient le canot stable pendant que son père fait embarquer quatre hommes et une femme, Mme Dawson, seule femme survivante, dont les deux jeunes enfants ont péri pendant la nuit. William et trois des rescapés parviennent ensuite à ramer jusqu'au phare. Grace reste alors au phare pendant que William et trois rescapés refont le trajet pour secourir quatre autres survivants.
Peu de temps après le bateau de sauvetage de Seahouses parvient à se rendre au rocher de Big Harcar et récupère les corps des enfants de Mme Dawson's et d'un vicaire. Revenir à North Sunderland est trop dangereux, ils vont donc s'abriter au phare. Le frère de Darling, William Brooks Darling, se trouvait parmi les sept pêcheurs manœuvrant le bateau. Le temps continue à se détériorer à tel point que tous doivent demeurer au phare pendant trois jours avant de pouvoir revenir au rivage.
Le Forfarshire transportait 62 personnes. Il s'est brisé en deux presque aussitôt après avoir heurté les rochers. Les survivants se trouvaient tous du côté de la proue, qui est demeurée encastrée dans les rochers un certain temps avant de sombrer. Neuf autres passagers et membres d'équipage qui avaient réussi à mettre à l'eau un canot de sauvetage de la poupe avant qu'elle ne sombre, furent secourus pendant la nuit par le sloop Montrose qui se trouvait dans les parages et conduits à South Shields cette même nuit.
La nouvelle du courage et du mérite de Grace se répandit dans la population, la propulsant au rôle d'héroïne nationale. Grace et son père reçurent la médaille d'argent pour bravoure de la part de la Royal National Institution for the Preservation of Life from Shipwreck, institution renommée plus tard Royal National Lifeboat Institution. Elle reçut aussi des souscriptions et des dons totalisant plus de 700 £, dont 50 £ directement de la reine Victoria; plus de douze portraitistes se rendirent à son île pour brosser son portrait et elle reçut des centaines de cadeaux, de lettres et même plusieurs demandes en mariage.
Sa prospérité et sa renommée devinrent telles que le duc de Northumberland prit le rôle de gardien personnel de Grace et établit une fondation pour gérer les dons qui lui avaient été offerts. Parmi les dons que le duc offrit à sa famille et à elle on peut citer une horloge et une théière en argent massif.
En 1842, Grace tomba malade lors d'un séjour sur la terre ferme et resta alitée chez ses cousins, les MacFarlanes, dans leur demeure de Narrowgate, Alnwick. La duchesse de Northumberland (en), ayant appris son état de santé, lui proposa de meilleures conditions de rétablissement dans une maison proche du château d'Alnwick, prit soin en personne de la malade et le médecin privé de la famille ducale lui s'occupa d'elle.
Malgré tout, la santé de Grace continue à décliner et dans les derniers temps de sa maladie, elle demande à revenir à Bamburgh, son lieu de naissance. Grace Darling meurt de tuberculose, à 26 ans, en octobre 1842.